# Ariane – Liebe am Nachmittag
Ariane – Liebe am Nachmittag (Love in the Afternoon) ist eine US-amerikanische Liebeskomödie von Billy Wilder aus dem Jahr 1957 mit Gary Cooper, Audrey Hepburn und Maurice Chevalier in den Hauptrollen. Das Drehbuch basiert auf der Handlung des 1920 erschienenen Romans Ariane, jeune fille russe von Claude Anet.

## Handlung
Die Musikstudentin Ariane, die Tochter von Claude Chavasse, der sich als Privatdetektiv auf eheliche Seitensprünge in der Pariser Gesellschaft spezialisiert hat, stöbert gerne in den Akten ihres Vaters, was dieser gar nicht gerne sieht. Bei ihrem heimlichen Studium stößt sie auch auf die umfangreiche Akte des reichen Amerikaners Frank Flannagan und ist fasziniert von ihm.
Unterdessen observiert ihr Vater die Ehefrau von „Monsieur X“, die sich regelmäßig mit Flannagan in einem Pariser Hotel trifft, und informiert X darüber. Der zürnende Ehemann beschließt, Flannagan in dem Hotel auf frischer Tat zu erschießen. Ariane, die das Gespräch belauscht hat, versucht vergeblich die Polizei zu benachrichtigen und geht schließlich selbst ins Hotel, um Flannagan zu warnen. Monsieur X muss das Hotel unverrichteter Dinge verlassen, da er Flannagan mit der ihm unbekannten Ariane vorgefunden hat. Flannagan trifft sich nun mehrmals mit Ariane, ohne dass er ihren Namen oder weitere Informationen über sie erfährt. Ihr Vater bemerkt einen Stimmungswandel bei ihr, weiß aber nicht, dass dieser mit der Abreise Flannagans zu tun haben könnte.
Nach einem Jahr kehrt Flannagan nach Paris zurück und trifft in der Oper zufällig auf Ariane. Bei weiteren Treffen gibt sie ihm zu verstehen, dass er nur einer von vielen Liebhabern ist. Um mehr zu erfahren, erhält er von Monsieur X den Rat, sich an den Privatdetektiv Claude Chavasse zu wenden. Dieser kommt schnell dahinter, dass es sich um seine Tochter handelt, die ihre Liebhaber nur erfunden hat, um Flannagan zu beeindrucken. Er bittet ihn, seiner Tochter nicht weh zu tun.
Flannagan hat sich entschlossen abzureisen und teilt Ariane seine Entscheidung im Hotelzimmer mit. Sie bittet darum, ihn zum Bahnhof begleiten zu dürfen. Flannagan willigt ein. Als er den Zug besteigt und dieser bereits im Begriff ist abzufahren, versucht Ariane ihn davon zu überzeugen, dass sie ihn nicht brauche und mit anderen Männern glücklich werde. Flannagan nimmt die aufgelöste Ariane in letzter Sekunde mit in den Zug, und sie fahren gemeinsam davon.

## Hintergründe
- Für Drehbuchautor, Produzent und Regisseur Billy Wilder war es die einzige Zusammenarbeit mit Hauptdarsteller Gary Cooper, der die Hauptrolle nach Absagen von Cary Grant und Yul Brynner erhielt. Um bei der Uraufführung nicht Anstoß zu erregen, wurde das ursprüngliche Ende, die gemeinsame Abreise im Zug, durch eine Szene mit Maurice Chevalier ersetzt, der über die Heirat und das zukünftige Leben des Paares in New York berichtet.
- Die Allied Artists Pictures übernahm den Vertrieb in den USA. United Artists brachte den Film 1957 in die bundesdeutschen Lichtspielhäuser.
- Durch den Film wurde die Melodie des bereits 1904 von Fermo Dante Marchetti komponierten Liedes „Fascination“ bekannt, das in dem Streifen mehrfach in einer Instrumentalfassung zu hören ist.[1]
- John McGiver hatte als eifersüchtiger Ehemann Monsieur X sein Filmdebüt.
- An den Kinokassen fiel der Film damals durch, was viele Kritiker vor allem Coopers Alter – er war bereits 55 Jahre alt – zuschrieben. Cooper zeigte sich von den Kommentaren, er sei für die Rolle des Liebhabers zu alt gewesen, enttäuscht und soll sich als Reaktion darauf einem Facelifting unterzogen haben.[2][3]
- Der Stoff wurde zum ersten Mal 1930 von Paul Czinner verfilmt, unter dem Titel Ariane mit Elisabeth Bergner und Rudolf Forster in den Hauptrollen.[4]

## Synchronisation
Die deutsche Synchronfassung entstand 1957 bei der Ultra Film Synchron GmbH in München. Die Synchronregie lag bei Josef Wolf. Entgegen der Regel, dass in der Filmkritik Synchronisierungen – wenn überhaupt – nur negativ erwähnt werden, vermerkt Dora Fehling knapp einen Monat nach der west-deutschen Erstaufführung am 11. Oktober 1957: „Sogar die Synchronisation gelang bei diesem Glückstreffer von Film so ausgezeichnet, dass die geistreichen, frechen Dialoge Szenenbeifall auslösten.“
| Rolle                      | Schauspieler      | Synchronstimme         |
| -------------------------- | ----------------- | ---------------------- |
| Frank Flannagan            | Gary Cooper       | Paul Klinger           |
| Ariane Chavasse            | Audrey Hepburn    | Marion Degler          |
| Claude Chavasse (Erzähler) | Maurice Chevalier | Ernst Fritz Fürbringer |
| Monsieur X                 | John McGiver      | Bum Krüger             |
| Michel, Arianes Verehrer   | Van Doude         | Hans Clarin            |

## Kritiken
Das Lexikon des internationalen Films findet, „Claude Anets frivoler Roman“ verliere „in Wilders Verfilmung durch die Fehlbesetzung mit Gary Cooper seine erotische Spannung“, werde aber „dank Audrey Hepburns koboldhaftem Charme zur romantischen Märchenkomödie“. Für den Evangelischen Filmbeobachter war der Film eine „etwas langatmige, aber sympathisch dargestellte Liebesgeschichte“ und er sei damit „gute Unterhaltung ab 16“. Cinema bezeichnete Ariane – Liebe am Nachmittag als „charmante Komödie“ und attestierte ihr „geschliffene Dialoge“. Cooper-Biograph René Jordan, der gegenüber vielen Filmen Coopers kritisch eingestellt ist, rühmte: „Der Film hat einen Charme, der nicht verwelkt, und den immer stärker werdenden Anspruch, als Meisterwerk bezeichnet zu werden.“

## Auszeichnungen
- 1958: Golden-Globe-Nominierung: Bester Film – Komödie oder Musical
- 1958: Golden-Globe-Nominierung: Bester Hauptdarsteller – Komödie oder Musical
- 1958: Golden-Globe-Nominierung: Beste Hauptdarstellerin – Komödie oder Musical
- 1958: Writers Guild of America Award (Screen) für die am besten geschriebene amerikanische Komödie, zusammen mit I. A. L. Diamond